# Gunter Hampel

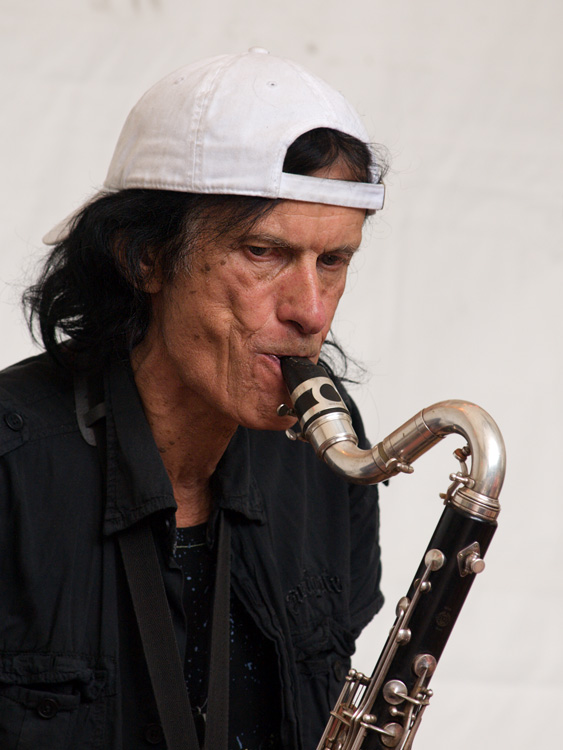
Gunter Hampel, Offside Festival Geldern 2008

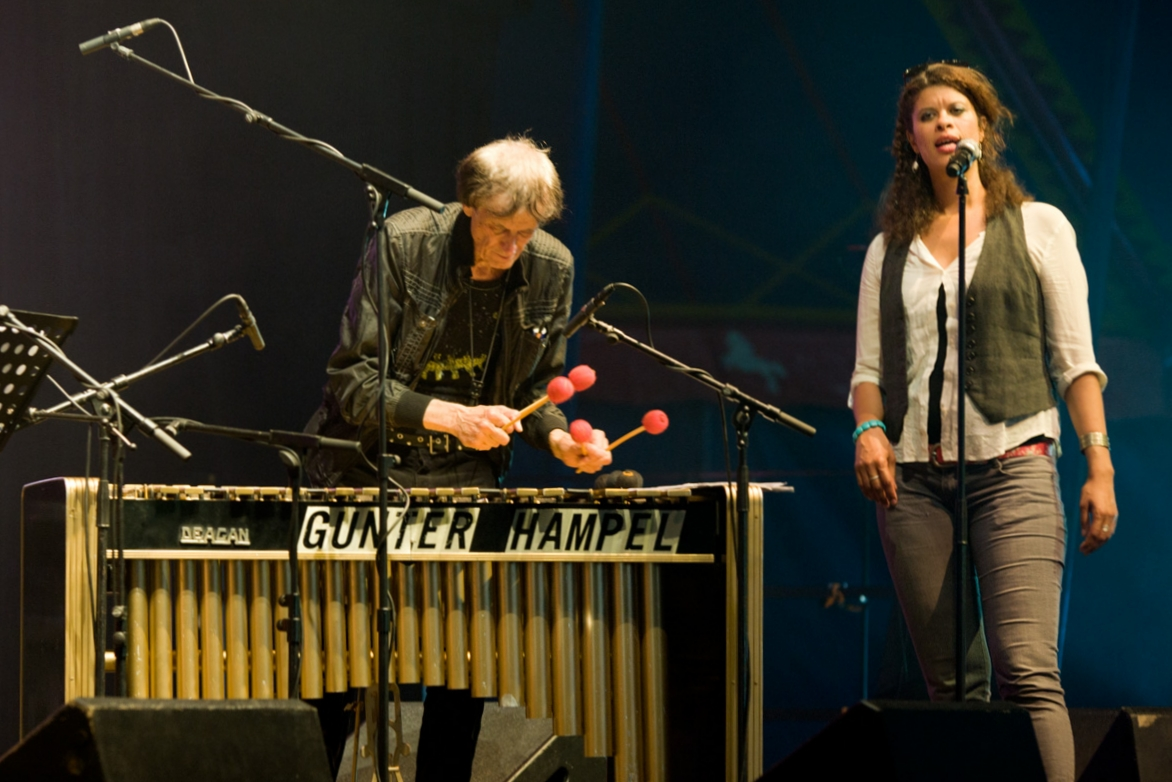
Gunter Hampel mit Tochter Cavana Lee, Moers Festival 2012

Gunter Hampel (* 31. August 1937 in Göttingen) ist ein deutscher Jazzmusiker (Komponist, Vibraphonist, Saxophonist, Flötist, Pianist und Bassklarinettist).

## Leben und Wirken
Hampel leitete 1953 erstmals eine eigene Combo. Er studierte Architektur und wurde 1958 professioneller Jazzmusiker, der u. a. mit Reinhard Giebel und Toto Blanke, später mit Werner Lüdi auf Tour war. Die Platte Heartplants (1964) zählte zu den ersten Versuchen eigenständiger europäischer Jazzmusik. Ab 1966 arbeitete er verstärkt mit europäischen Musikern wie John McLaughlin, Arjen Gorter, Willem van Manen und Willem Breuker zusammen, aber zunehmend auch mit amerikanischen Solisten, insbesondere Marion Brown (Gesprächsfetzen), Jeanne Lee und Anthony Braxton. Besonders zu erwähnen ist die Platte The 8th of July (1969), auf der europäischer und amerikanischer Free Jazz zu einer überzeugenden Synthese finden.
In New York gründete Hampel Anfang der 1970er Jahre die Galaxie Dream Band, die fast 30 Jahre Bestand hatte. Zentrale Akteure dieser Formation waren neben ihm selbst seine damalige Lebensgefährtin, die Jazzsängerin Jeanne Lee, und der Klarinettist Perry Robinson. Weiterhin hat er auch immer wieder Solo- und Duokonzerte gegeben (vor allem mit Brown und mit Lee, aber auch mit Boulou Ferré).

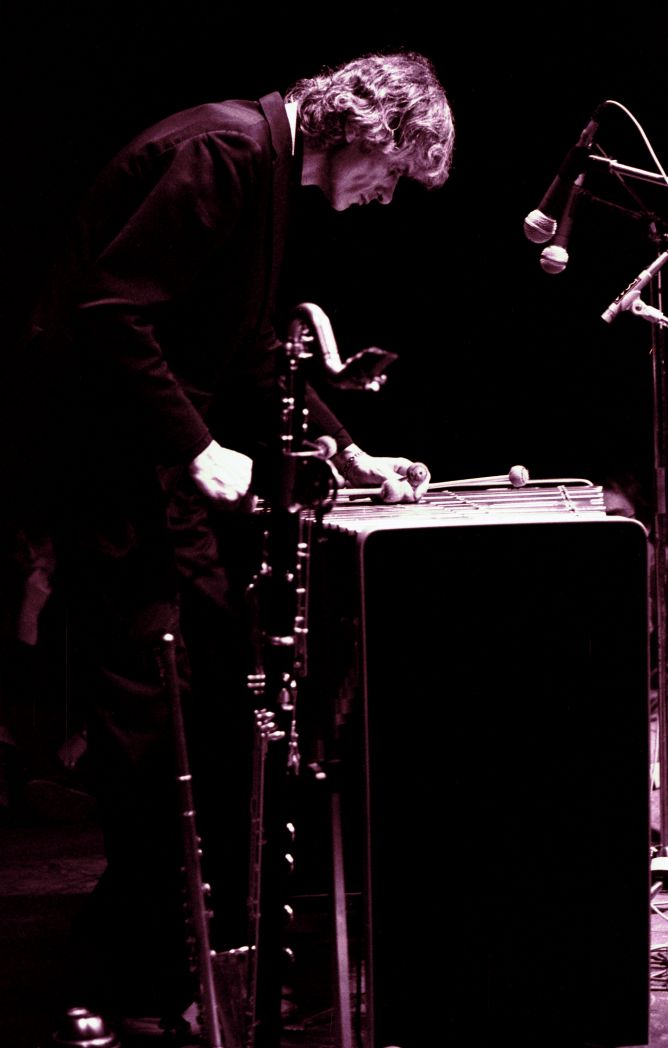
Gunter Hampel 1984 in der Fabrik in Hamburg

Anschließend war Hampel ebenso wie auch Thomas Keyserling, der zuvor lange Jahre bei der Galaxie Dream Band gespielt hatte, Teil des Indie-Projektes The Cocoon. Später kam es zu einer Zusammenarbeit mit der Jazzkantine und die Gründung des improvisierten Jazz-HipHop-Projektes Next Generation, an dem die Musiker Christian Weidner, Gerrit Juhnke, oder Mike Diez mit dem Tänzer Shaun Vargas und dem Rapper Smudo zusammenarbeiten. Im New York Trio arbeitet er mit Lou Grassi und Perry Robinson zusammen. Weiterhin gründete Hampel ein Duo mit Johannes Schleiermacher und erweiterte dies durch Bernd Oezsevim zum Trio. 2001 entstand die Gunter Hampel Music + Dance Improvisation Company. Sein Sohn Ruomi Hampel-Lee wirkt an einigen aktuellen Projekten mit.
Seit 1972 gibt Hampel mehrtägige Kinderworkshops, in denen er durch Bewegung und Improvisation die ersten Schritte in der kollektiven Jazz-Improvisation lehrt.
Hampel hat auch Filmmusiken geschrieben sowie 1996 die Musik zum Theaterstück Sid and Nancy von Ben Becker. Außerdem war er an der Aufführung von Kompositionen Hans Werner Henzes, Krzysztof Pendereckis und von Don Cherry beteiligt.
Hampel betreibt ein eigenes Plattenlabel birth records, das bisher 120 CDs, DVDs, LPs, Sound-PICs auf DVDs publizierte.

### Familie
Ab 1967 lebte er mit der im Jahr 2000 verstorbenen Sängerin Jeanne Lee zusammen. Aus dieser Ehe gingen Sohn Ruomi Lee-Hampel und Tochter Cavana Lee-Hampel hervor.

## Auszeichnungen und Preise
1978 erhielt Hampel beim Kritiker-Poll des Down Beat in der Sparte Vibraphon die Hervorhebung als New Star. Für sein herausragendes künstlerisches Wirken wurde ihm 1997 der Niedersächsische Staatspreis zuerkannt. Am 28. Oktober 2007 verlieh die Stadt Göttingen Hampel ihre Ehrenmedaille. Für sein Lebenswerk wurde er im November 2007 mit dem Deutschen Jazzpreis (Albert-Mangelsdorff-Preis) ausgezeichnet. Am 23. Juni 2009 wurde ihm das Bundesverdienstkreuz am Bande verliehen. Den Praetorius Musikpreis erhielt er 2010 in der Kategorie „Musikinnovationspreis“.

## Diskographische Hinweise
- Heartplants (SABA 1964, mit Manfred Schoof, Alexander von Schlippenbach, Buschi Niebergall, Pierre Courbois)
- The 8th of July (birth records/Flying Dutchman 1969, mit Anthony Braxton, Jeanne Lee, Willem Breuker, Arjen Gorter, Steve McCall)
- Out of New York: The Music of Gunter Hampel (MPS 1971, mit Perry Robinson, Jeanne Lee, Jack Gregg)
- Fresh Heat – The Gunter Hampel New York Orchestra (birth records 1985, live im Sweet Basil aufgenommen)
- Gunter Hampel Next Generation Köln Concert Part 1 bzw. 2 (birth records 1997, mit Christian Weidner, Christian Jaroslawski, Gerrit Juhnke, Clemens Orth, Shaun Vargas, Magnolia, N.O.R.E., Nuclear B., Smudo, Sprite)
- Bounce: Live at Theater Gütersloh (Intuition, 2017, mit Cavana Lee-Hampel, Johannes Schleiermacher, Bernd Oezsevim)

## Filmographie
- 1963: Weihnacht
- 1967: Spur eines Mädchens
- 2002: Pace